# カラビナ

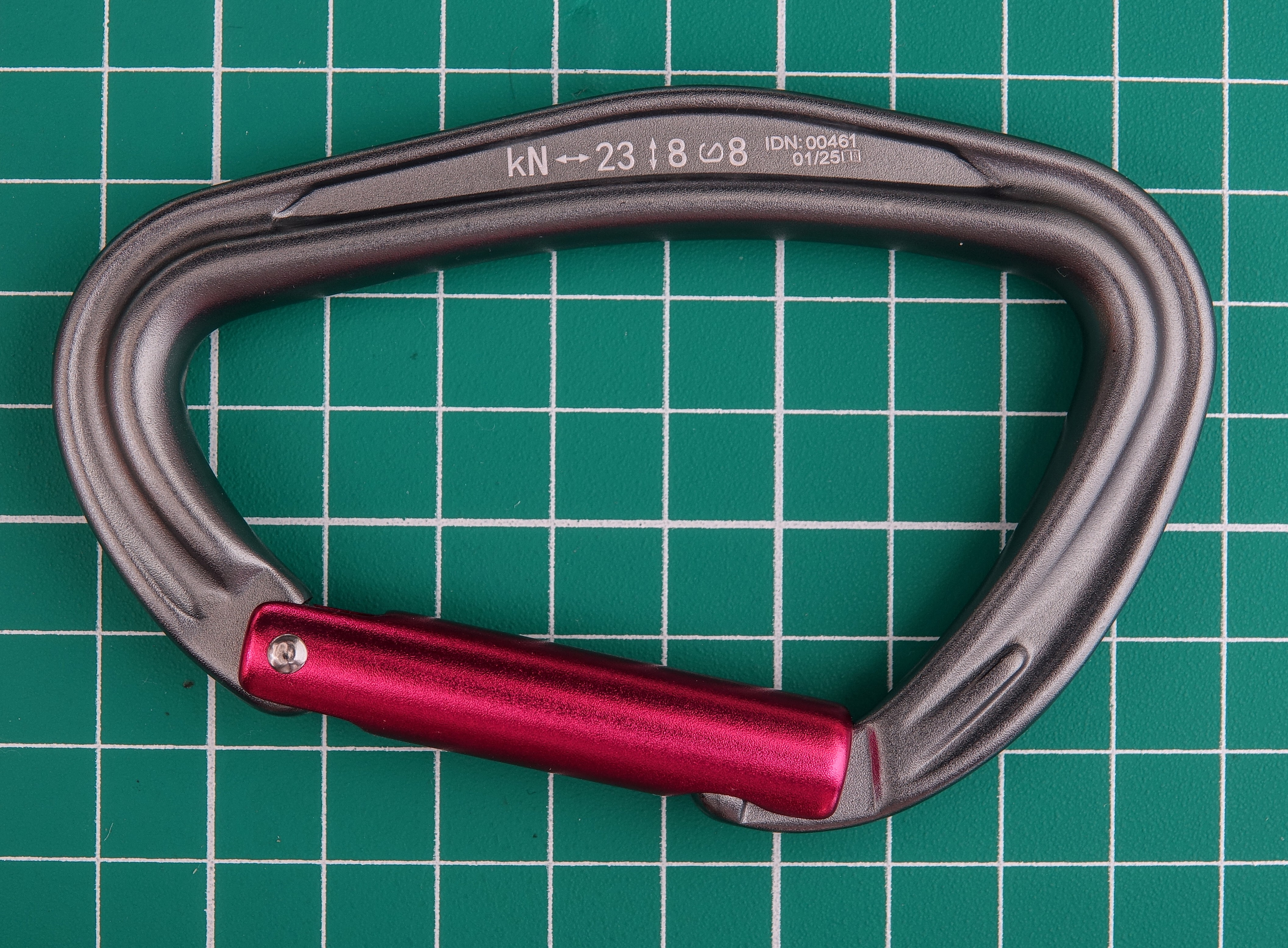
ストレートゲートD型カラビナ

カラビナ（英: Carabiner、ドイツ語: Karabiner ← Karabinerhaken）は、固定具の一種。開閉できる部品（ゲート）がついた金属リングである。
本来は、銃をベルトに下げるための器具であり、Karabinerhaken = Karabiner（カービン銃）+ Haken（フック）という語源にそれが残っている。
現在は主に登山に使われる。ロープとハーネス、ハーケンやクライミングチョックなどの支点を素早く確実に繋ぐことができる。ジュラルミン製が主流である。

## 形状
基本的な構造と部位の名称は画像の通り。

基本的な構造
1.ゲート　2.スリーブ　3.ノーズ　4.スパイン　5.フレーム

登山・救助用の（ジュラルミン製）カラビナには、基本的に3種類ある。
O型（オーバル型）
左右対称なカラビナのため、厚みのある器具と併用できる。
D型
カラビナの中で一番強度のある形。スパインに荷重がかかる構造をしており、同じ素材であればD型はO型の3倍の強度があると言われる。D環とも呼ばれる。
HMS(Halbmastwurfsicherung)型（洋梨型、茄子型とも）
洋梨のような形をしたカラビナ。開口部が広いため、太めの支持物やケーブル等に直接取り付けられる。ムンターヒッチを使用する場合はこの形状を選択する。
これら以外にもヴィアフェラータ（固定ロープルート）用やクイックドロー用もある。また、カラビナではないが、似た形状の固定具としてクイックリンクもある。

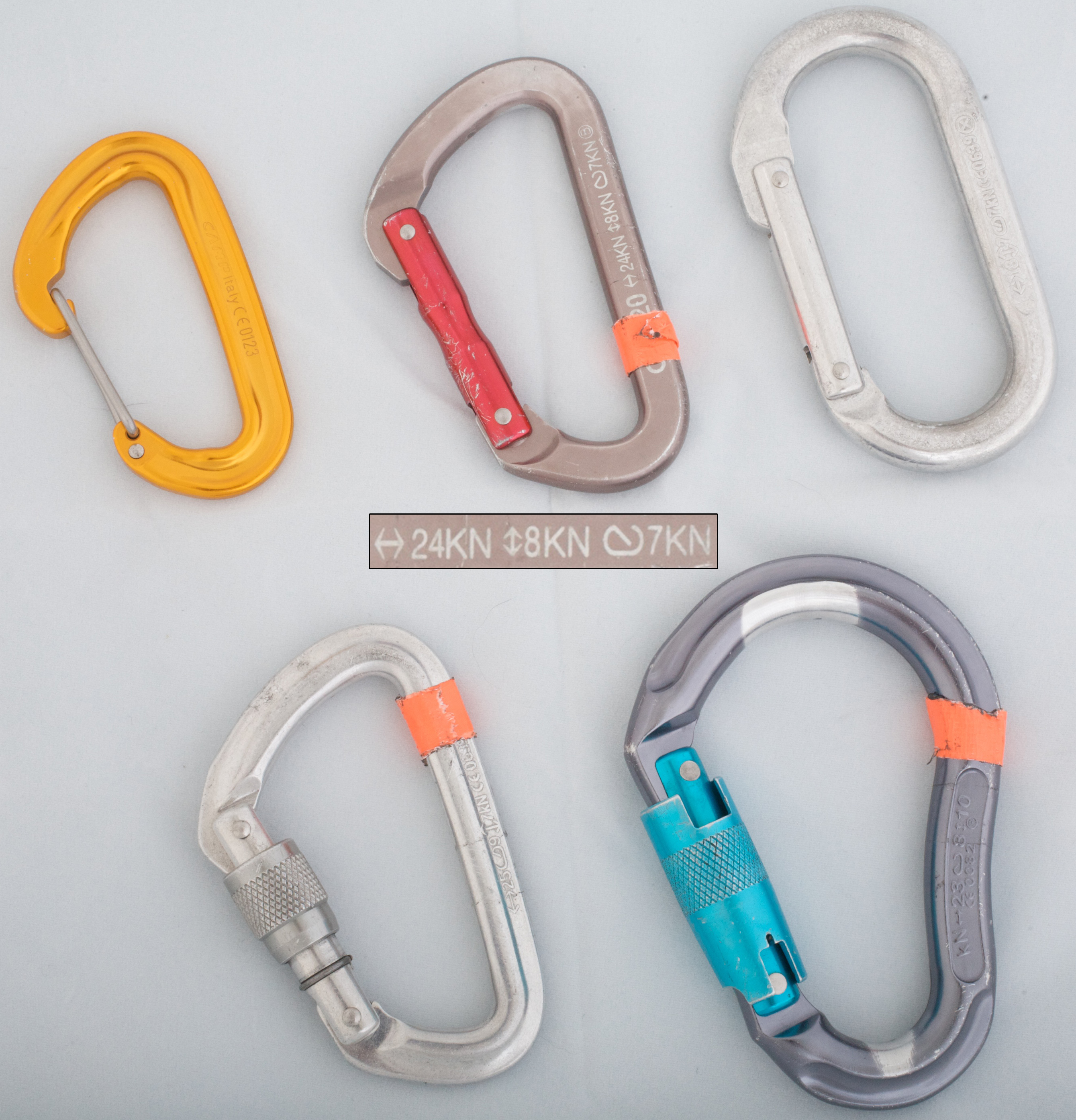
右上がオーバル型、右下がHMS型、他はD型

ゲートの形状によっても分類でき、ロック機能のないストレートゲート・ベントゲート・ワイヤーゲート、ロック機能を持つスクリューゲート・オートロック等がある。

## 安全環
カラビナの開口部（ゲート）の安全環（ゲートが勝手に開かないようにロックする装置）も、基本的に3種類ある。ペツル製を例に挙げると、
- スクリューロック - ねじ式になっている安全環。数回まわして開閉する。
- ボールロック - オートロック式の安全環。緑色のボタンを押して半回転させると簡単に開けられる。指を安全環から離せば勝手にしまる。
- トライアクトロック - オートロック式の安全環。一度安全環を上方へ指で引き上げてから半回転させる。指を安全環から離せば勝手に閉まる。

## 登山用途でのカラビナの強度

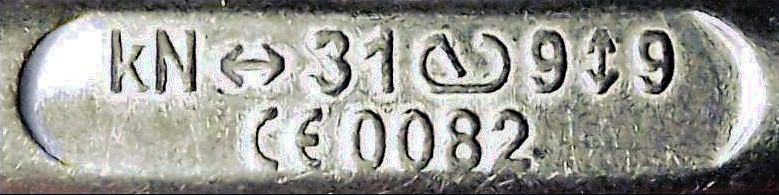
強度の刻印

カラビナの強度は主にカラビナ本体に刻印され、破断強度がkNで示される。製造企業によっては安全率を12とし、破断強度を12で割った数値を許容荷重としている。画像の場合は破断強度が約3200kg重で許容荷重が約260kg重になる。
- メジャーアクシス - 一般的には縦方向の荷重のことで、構造上カラビナが最も強度を発揮できる向きに荷重がかかった状態を指す。
- マイナーアクシス - カラビナに対して横方向への荷重のことで、構造上カラビナが最も強度の低い向きに荷重がかかった状態を指す。
- オープンゲート - ゲートが開いた状態のことで、荷重がメジャーアクシスの方向であっても、著しく強度が下がる。また、ウィップラッシュ現象といって墜落時等の衝撃で、一時的にゲートがオープンしてしまうことがある。
- 三方向以上の荷重 - カラビナに複数のロープやスリングを括りつけて使用し、それらが一直線上ではなく二直線以上の方向に荷重が分散した時にカラビナの強度が下がる。

## 安全基準
キーホルダー用など、登山に使うことを想定していない耐久性・強度が弱いカラビナも販売されているので、購入の際には注意する必要がある。CE0082やCE0333、UIAA、EN12275等によって性能を保証している場合がある。
また、救助用カラビナはNFPA Standard 1983やastm f1956に基準が定められている。UIAA121では形状ごと、状態ごとに基準が定められており、以下の表のように設定されている。
|                  | メジャーアクシス | マイナーアクシス | オープンゲート |
| ---------------- | ---------------- | ---------------- | -------------- |
| D型              | 20kN             | 7kN              | 7kN            |
| オーバル型       | 18kN             | 7kN              | 5kN            |
| HMS型            | 20kN             | 7kN              | 6kN            |
| (クイックリンク) | 25kN             | 10kN             | -              |

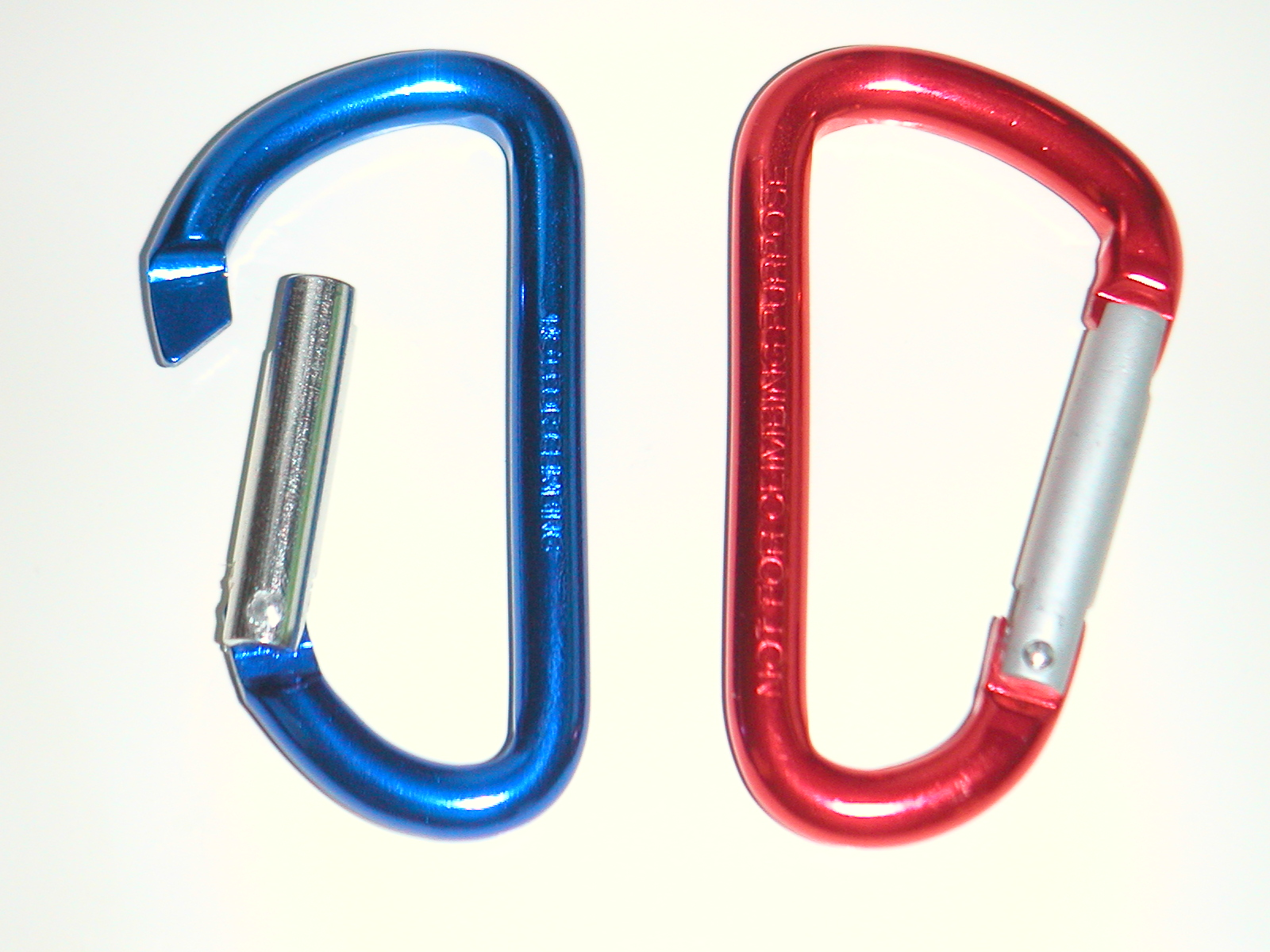
カラビナ風キーリング。登山には使えない。

## 歴史

### 初期の歴史

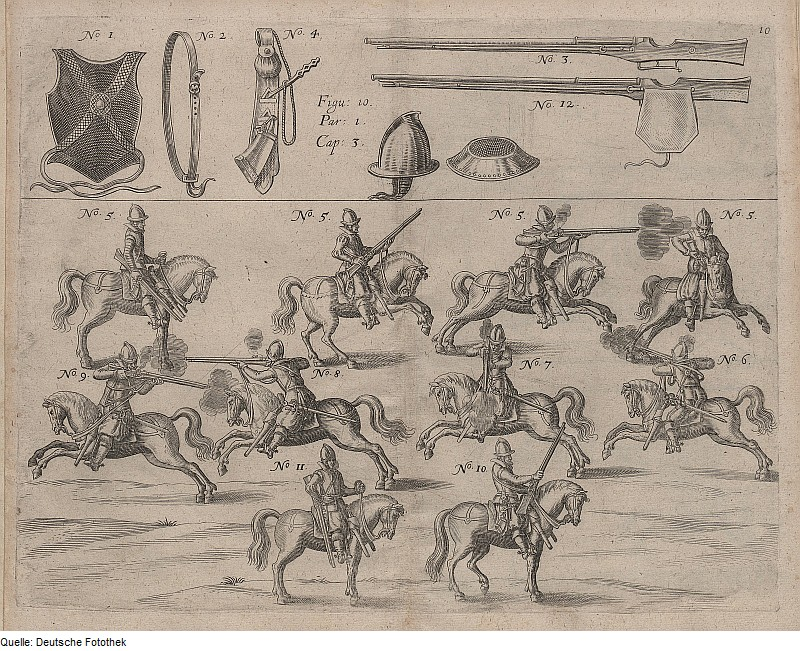
Kriegskunst zu Pferdt, 1616

1616年の Kriegskunst zu Pferdt（直訳：馬上武術）には、カラビナのような器具が登場する。ただし、機構の説明は断片的で、詳細は不明である。
1785年の Oeconomischen Encyclopädie（直訳：経済百科事典）には、Karabiner-Haken として、現在のものと基本的には同じ機構（ただしバネはリングの内側）が解説されている。

### 登山への普及
登山にカラビナが使われる前は、ハーケンで身体を確保するのに「身体に結びつけたザイルを一時解いて、ハーケンの環や穴に通す」という極めて面倒で危険なことをやっていた。補助ロープで作った輪をかけてハーケンとザイルを接続する方法も採られ、この輪を大きめに作って「輪抜け」と称して身体ごと潜り抜けるという、今から考えると間抜けなことを大真面目にやった人もいた。
カラビナの図入り解説が初めて現れるのは1853年のベルリン消防隊の刊行物で、「ベルリン・ベルト・フック」と呼ばれていた。その後、軽量化されたマギウス製「ウルム・ベルト・フック」が使用された。演習中の消防隊員がこの洋梨型の輪をベルトに装着しているのを見たオットー・ヘルツォーク（Otto Herzog）はこれを登山用に使うことを思いつき、実際の登攀に使えるよう改良した。ハンス・デュルファー（Hans Dülfer）も1910年にはこれを使った確保方法を考え出した。ハンス・フィーヒトルも山行には必ず携行したが、現在のように多数でなく2個だけであったという。
しかしハーケンやカラビナを使用することを拒否した者もいて、特にパウル・プロイス（Paul Preuss）は、突然襲いかかって来る危険に際してのみ、その使用が正当化されるとしていたが1913年に墜死した。信条こそ違えど親友だったハンス・デュルファーはその墓の前で子どものように泣いたという。
カラビナが使われるようになるとその便利さと安全性はすぐに了解され、急速に普及、岩登りを大きく発展させた。
ミュンヘンで1913年に開店したスポーツ店シュスターは登山者の要求に極めて好意的に理解を示してカラビナを含む色々な登山用具を提供した。1921年にはニッケル鍍金をし、1935年には不必要なゲート開を防ぐ安全装置付きカラビナを発売している。

### 日本での歴史
実物が手に入らず開閉部の仕組みが分からなかったため、日本での生産はかなり遅れた。ロック・クライミング・クラブの湯村という人物が1923年に初めて試作したが、この時点ではバネが内蔵されているヨーロッパ製と違い、いちいちネジを外す形式だったため手間が掛かり、またネジを落とさないよう細心の注意を必要とした。

## 登山用途以外のカラビナやカラビナをモチーフにした道具

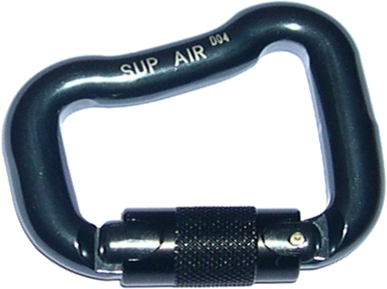
パラグライダー用
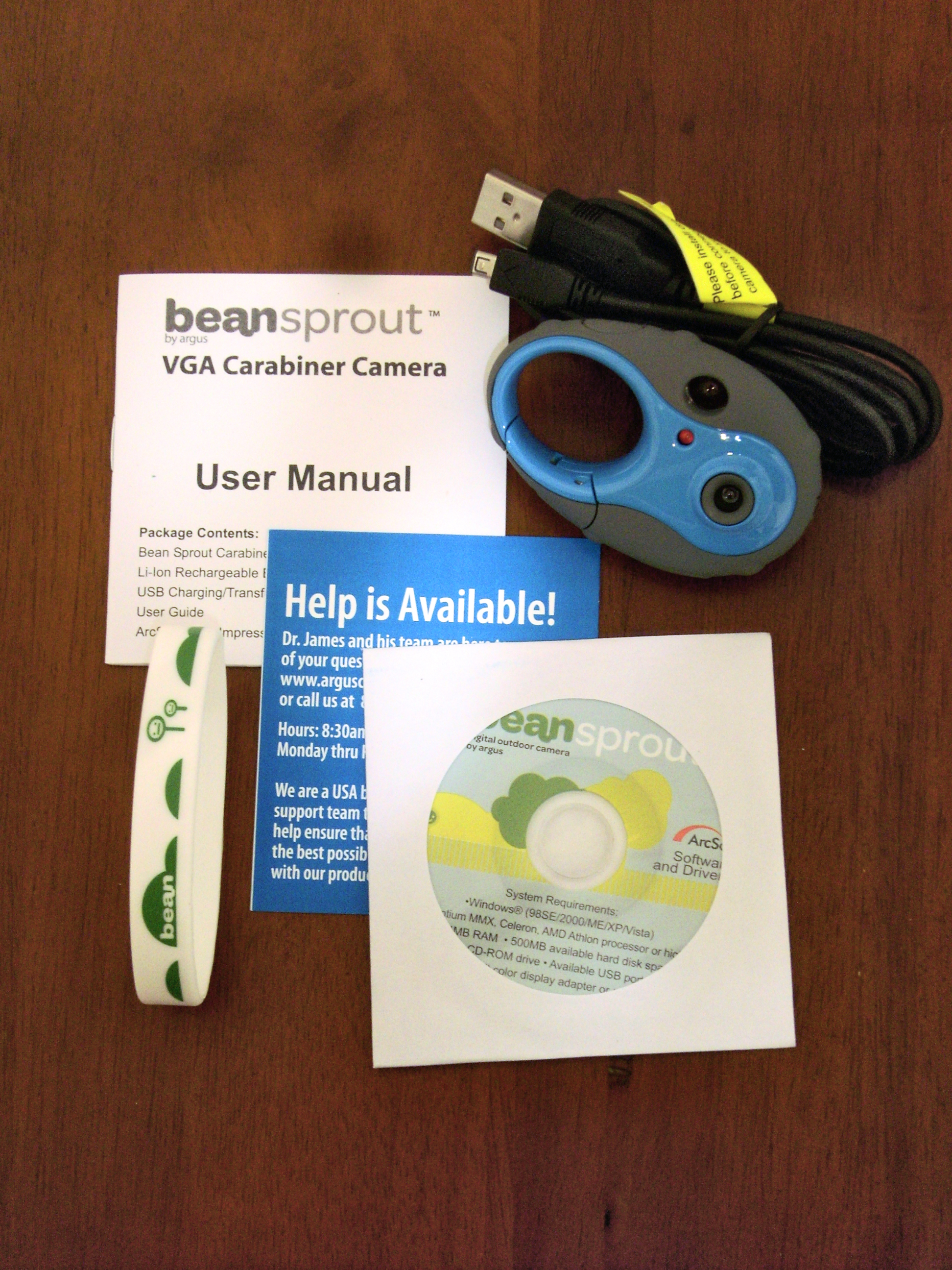
カラビナをモチーフにしたデジタルカメラ
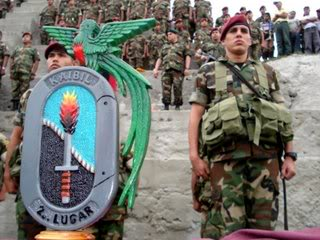
カイビレス特殊部隊のロゴ